# Tommy Tiernan
Pour les articles homonymes, voir Dylan et Moran.
Tommy Tiernan est un comédien irlandais. Il a joué le rôle de Fr. Kevin dans le programme de télévision Father Ted.

## Début de la vie
Tiernan est né à Carndonagh le 16 Juin 1969. Sa famille a souvent déménagé, après avoir vécu en Afrique et à Londres, ils se sont installés à Navan, Comté de Meath,.

## Spectacles
- 2002 : Live
- 2004 : Cracked
- 2005 : Loose
- 2008 : Bovinity
- 2011 : Crooked Man[4]
- 2014 : Stray Sod[5]

## Télévision
- 2006 : Jokerman (Raidió Teilifís Éireann)[6]
- 1998 : Father Ted : Fr. Kevin
- 2014 : Tommy: To Tell You The Truth (Raidió Teilifís Éireann)[5]
- 2018 : Derry Girls : Da Gerry

## Cinéma
- 2000 : À propos d'Adam (About Adam) de Gerard Stembridge : Simon
- 2020 : Le Peuple Loup : Seán Óg